# Al-Sarja (Bajah)
Al-Sarja, Bajah o Baẖҁa (en árabe, الصرخه Al-Sarkha o بخعة bakhah. En neo-arameo, ܒܟܥܐ בכעא) fue un pueblo sirio en el distrito de Yabrud en la Gobernación de la Campiña de Damasco. Según la Oficina Central de Estadísticas de Siria (SCBS), en Al-Sarja en 2004 vivían 1405 personas. El pueblo, que estaba habitado por musulmanes sunnitas de ascendencia aramea (siríaca), ya no existe porque fue completamente destruido durante la guerra civil siria y todos los sobrevivientes huyeron a otras partes de Siria o al Líbano. Era uno de los tres únicos pueblos, junto con Malula y Jubb'adin, donde se hablaba una variedad del arameo.
Tras su conversión al Islam en el siglo XVIII, los habitantes de Bajah sufrieron una transformación religiosa, pasando de ser exclusivamente cristianos a ser enteramente musulmanes.